# Leurodera decora
Leurodera decora är en plattmaskart. Leurodera decora ingår i släktet Leurodera och familjen Hemiuridae. Inga underarter finns listade i Catalogue of Life.